# Lawrence Timmons
(en) Statistiques sur pro-football-reference
Lawrence Olajuwon Timmons, né le 14 mai 1986 à Florence en Caroline du Sud, est un joueur américain de football américain évoluant au poste de linebacker.

## Biographie
Étudiant à l'université d'État de Floride, il joue pour les Seminoles de Florida State.
Il est drafté en 2007 à la 17e place (premier tour) par les Steelers de Pittsburgh.
Il a remporté le Super Bowl XLIII.
Le 10 mars 2017, il signe un contrat de 2 ans et d'une valeur de 12 millions de dollars avec les Dolphins de Miami,. Il est relâché par les Dolphins le 13 mars 2018.